# Sin-Nombre-Virus

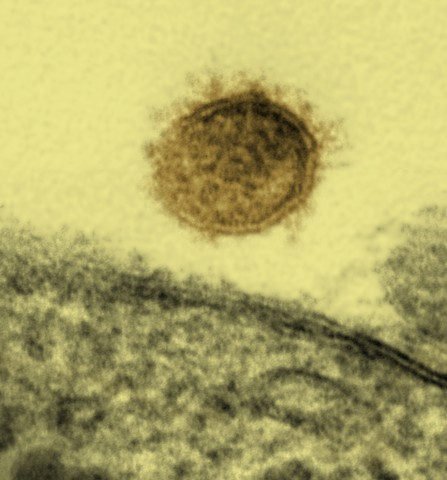
Sin-Nombre-Virus nach der Knospung aus einer Vero-Zelle

Das Sin-Nombre-Virus (SNV, veraltet Four Corners Virus; Spezies Orthohantavirus sinnombreense, früher Sin Nombre orthohantavirus) gehört zur Gattung der Hantaviren (Hantaviridae).
Der Name kommt aus dem Spanischen und bedeutet ‚Virus ohne Namen‘.

## Aufbau
Es handelt sich um ein umhülltes Virus, dessen natürlicher Wirt die Hirschmaus ist. Über deren getrocknete Exkremente kann das Virus über die Luft in Form eines Aerosols in die menschliche Lunge gelangen.

## Genom
Das Genom besteht aus drei Segmenten einer linearen, einzelsträngigen RNA mit negativer Polarität, die mit den Kapsidproteinen assoziiert und spiralig angeordnet sind.

## Pathologie und Epidemiologie
Das Sin-Nombre-Virus ist unter anderem der Auslöser des Hantavirus-assoziierten kardiopulmonalen Syndroms (HPS/HCPS). Die Sterblichkeit bei dieser Erkrankung liegt zwischen 30 und 40 %.
Erstmals trat nach einem ungewöhnlich feuchten Frühjahr im Jahre 1993 eine regional begrenzte Epidemie im Südwesten der USA (daher der ursprüngliche Name Four Corner virus) auf. Von den 48 meist jungen Erkrankten verstarben 27 (55 %). Zwischen 1993 und 2015 gab es in den USA insgesamt 659 Erkrankungen mit 235 Todesfällen.